# Ambassade de Suisse à Singapour
L'ambassade de Suisse à Singapour est la représentation diplomatique de la Confédération suisse auprès de Singapour. Elle est située au 1 Swiss Club Link à Singapour. Son ambassadeur est Fabrice Filliez (en 2019).
Le consulat de Suisse à Singapour représente aussi la Suisse au Brunei.

## Histoire
L'ambassade est située au sein du Swiss Club Singapore depuis 1967.
Des échanges réguliers entre la Suisse et Singapour sont attestés depuis la fin des années 1830 notamment dans les secteurs de l'horlogerie et du textile. Le Club suisse de Singapour est fondé en 1871 et un premier consulat est ouvert en 1917.
La population suisse résidant à Singapour est d'environ 70 pendant l'entre-deux-guerres, dépasse 100 en 1951 et excède les 400 dès 1980. En 2009, 2 304 Suisses sont comptabilisés.

## Ambassadeurs de Suisse à Singapour
- Thomas Kupfer (2012 - 2018)[3]
- Fabrice Filliez (2018 - ....)